# ツイスター理論
ツイスター理論（ツイスターりろん、twistor theory）は、ロジャー・ペンローズによって1960年代後半に提唱された数学の理論の一つである。

## 概要
理論物理学および数理物理学において、ツイスター理論は、従来の3+1次元時空（ミンコフスキー時空）の幾何的対象を計量符号 (2,2) を持つ4 次元空間の幾何的対象へ写像する。この空間はツイスター空間であり、その複素数の値を持つ座標は"ツイスター"と呼ばれる。 
ツイスター理論は、量子重力理論に至る可能な道としてロジャー・ペンローズによって1967年に提唱された。ツイスターは特に、任意のスピンの質量を持たない場の運動方程式を解く自然な方法である。ヤン＝ミルズ理論やアインシュタイン方程式の解の構成などに用いられる他、量子重力理論との関係で研究されている。
2003年、エドワード・ウィッテンは弦理論の位相的Bモデルをツイスター空間に組み込むことによってツイスターと弦理論を統合することを提唱した。彼の目的は、ある特定のヤン＝ミルズ振幅をモデル化することであった。結果として得られたモデルはツイスター弦理論として知られる（en:Twistor theory#Twistor string theoryを参照）。en:Simone Spezialeと共同研究者は、ツイスターをループ量子重力理論へ応用した。